# Roland Guillas
Roland Guillas (Lorient, 1936. szeptember 23. – Mérignac, 2022. november 9.) válogatott francia labdarúgó, középpályás.

## Pályafutása

### Klubcsapatban
1954 és 1960 között a Bordeaux, 1960 és 1962 között a Saint-Étienne, 1962–63-ban a Grenoble, 1963–64-ben a Rouen, 1964 és 1967 között ismét a Bordeaux, 1967 és 1971 között a Lorient, 1971 és 1973 között az AS Angoulême labdarúgója volt. A Saint-Étienne csapatával egy franciakupa-győzelmet ért el.

### A válogatottban
1958 és 1962 között kilenc alkalommal szerepelt a francia válogatottban és egy gólt szerzett.

## Sikerei, díjai
Saint-Étienne
- Francia kupa
  - győztes: 1962

## Statisztika

### Mérkőzései a francia válogatottban
| Franciaország | Franciaország        | Franciaország                      | Franciaország | Franciaország | Franciaország | Franciaország | Franciaország | Franciaország |
| #             | Dátum                | Helyszín                           | Hazai         | Eredmény      | Vendég        | Kiírás        | Gólok         | Esemény       |
| ------------- | -------------------- | ---------------------------------- | ------------- | ------------- | ------------- | ------------- | ------------- | ------------- |
| 1.            | 1958. december 3.    | Athén, Leofóru Alexándrasz Stadion | Görögország   | 1 – 1         | Franciaország | NEK-selejtező | -             |               |
| 2.            | 1959. március 1.     | Colombes, Yves-du-Manoir           | Franciaország | 2 – 2         | Belgium       | barátságos    | -             |               |
| 3.            | 1959. december 17.   | Párizs, Parc des Princes           | Franciaország | 4 – 3         | Spanyolország | barátságos    | -             |               |
| 4.            | 1960. február 28.    | Brüsszel, Heysel-stadion           | Belgium       | 1 – 0         | Franciaország | barátságos    | -             |               |
| 5.            | 1960. szeptember 25. | Helsinki, Olimpiai Stadion         | Finnország    | 1 – 2         | Franciaország | vb-selejtező  | -             |               |
| 6.            | 1960. szeptember 28. | Varsó, Stadion Dziesięciolecia     | Lengyelország | 2 – 2         | Franciaország | barátságos    | 1             | 84'           |
| 7.            | 1961. április 2.     | Madrid, Santiago Bernabéu stadion  | Spanyolország | 2 – 0         | Franciaország | barátságos    | -             |               |
| 8.            | 1961. november 12.   | Szófia, Levszki Stadion            | Bulgária      | 1 – 0         | Franciaország | vb-selejtező  | -             |               |
| 9.            | 1962. április 11.    | Párizs, Parc des Princes           | Franciaország | 1 – 2         | Lengyelország | barátságos    | -             | 26'           |
|               | Összesen             |                                    |               | 9             | mérkőzés      |               | 1             | gól           |